# Atelier Masriera
L'Atelier Masriera (en catalan : Taller Masriera) est un bâtiment néoclassique situé dans le district de l'Eixample à Barcelone. Il a été bâti en 1882 par Josep Vilaseca i Casanovas comme atelier pour les frères peintres et orfèvres José et Francisco Masriera.
Il est catalogué comme Bien Culturel d'Intérêt Local dans le Catalogue du Patrimoine Culturel catalan.

## Histoire

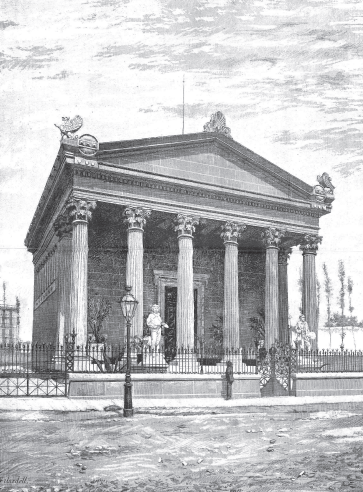
Aspect du bâtiment originel.

L'atelier a été une commande des frères José et Francisco Masriera à Josep Vilaseca, qui a dessiné un temple amphiprostyle, inspiré des modèles comme le Temple d'Auguste de Barcelone ou la Maison Carrée de Nîmes. Bâti en 1882, il s'agit d'une des premières constructions de l'Eixample, étant à l'origine un bâtiment isolé, de plan rectangulaire, entouré de jardin. Dans les premières années il a servi d'atelier de peinture, sculpture et orfèvrerie, hébergeant en plus l'importante collection d'art accumulée par les Masriera.
Lluís Masriera a hérité de la propriété à la mort de son père, Francisco Masriera, et a mené à terme d' importants agrandissements, notamment l'ajout de deux nefs latérales en 1913. Grand amateur d'arts scéniques, il a bâti à l'intérieur le Teatro Studium, inauguré en 1932.
Dans les années 1950 l'édifice a été converti en couvent pour la congrégation de la Petite Compagnie du Cœur Eucharistique de Jésus, qui l'a occupé jusqu'à 2009, lorsqu'il l'a cédé à la Fondation Pere Relats. Depuis le bâtiment demeure vide et sans usage.

## Source de traduction
- (es) Cet article est partiellement ou en totalité issu de l’article de Wikipédia en espagnol intitulé « Taller Masriera » (voir la liste des auteurs).